# رولاند كرسبو
رولاند كرسبو هو سياسي أمريكي، ولد في 9 نوفمبر 1975 في Aguadilla, Puerto Rico ‏ في الولايات المتحدة. نشط حزبياً في الحزب التقدمي الجديد.